# Фарината
Фарината (итал. Farinata) је италијанско јело налик дебљој сланој палачинки, са фином корицом и меком средином. У састав фаринате улазе само четири састојка: брашно од леблебија, вода, со и мало маслиновог уља. И сам назив потиче од речи „фарина”, што на италијанском значи „брашно”. Традиционални је специјалитет у италијанским и француским и областима на северозападној обали Средоземног мора. 
Док у Лигурији овај специјалитет зову фарината, у Ници је познат као сока (фр. socca), а у Тулону каде (cade). 
Јело је популарно и традиционално се припрема и у Алжиру, неким областима Латинске Америке, као и на Гибралтару.

## Имена
На стандардном италијанском језику јело се зове фарината („направљено од брашна“), док се на лигурском, тачније на ђеновском дијалекту, зове фаина. у округу Маса-Карара познато је као калда калда (итал. calda calda дос. ’вруће вруће’). У остатку Тоскане зову га ћећина (cecina) или пита од леблеблија (итал. torta di ceci), а на Сардинији фаине.
И у француским областима ово јело има различите локалне називе. У Ници и на Приморским Алпима зову га сока (фр. socca), ау Вару, посебно у Тулону, познат је као каде, што је скраћено, од окситанског паскаде, јер се јело традиционално служило за време Ускрса (Pascas на окситанском).
Овај специјалитет припрема се традиционално и у Орану (Алжир), где је стигао током француске влдавине и познат је као калентика (calentica). 
У Аргентини и Уругвају ово јело је такође веома популарно. Познато је као фаина (fainá) и једе се уз пицу. Уз једно парче пице се, наиме, узима парче фаринате тако да фарината одозго поклопи надев пице. На овај начин леблебија умирује јак укус парадајз пелата и сира у пици. У Латинску Америку су га донели имигранти који су током 19. и 20. века масовно долазили из Лигурије.
На Гибралтару јело је познато као калентита (шп. calentita) када се пече или паниса (шп. panissa) када се пржи.

## Историја
Порекло јела није познато. Једна легенда каже да га је измислила група римских војника који су на својим штитовима пекли тесто умешено од брашна од леблеблија.
Према другом извору, фарината од леблебија настала је сасвим случајно 1284. године. Те године одиграла се поморска битке код Мелорије (поред Ливорна) између Ђенове и Пизе, које су тада биле самосталне републике. Битка је завршена победом Ђеновљана. На повратку су бродови ушли у јаку олују и олуја је разбацала по палуби резерве намирница, па се садржај врећа са брашном од леблебија и буради са маслиновим уљем се помешао са сланом морском водом. Иако им се у први мах учинила нејестивом, то је била једина храна на броду,  па су морнари ову смесу оставили на јаком сунцу, да се осуши. Открили су да осушена маса има значајно бољи укус. Пошто су се вратили кући, рецепт су побољшали печењем фаринате у пећи. По некада се фарината назива и злато Пизе, као подсмевање становницима Пизе који су изгубили битку.
У Уругвају јело је познато као ел фаина и сматра традиционалним уругвајским јелом, које су донели италијански имигранти 1915. године. Јело је толико популарно да се 27. август слави као Дан Фаине. На Гибралтару такође постоји гастрономски фестивал у част овог специјалитета — Calentita Food Festival.

## Припрема фаринате
Састојци:
- Брашно од леблебија[а]
- Вода
- Со
- Маслиново уље, екстра девичанско

Количина састојака: на сваки килограм брашна додаје се око 3 литре воде, 4 кашичице соли и 4 кашике маслиновог уља.
По жељи се може мало одступити од класичног рецепта и тесту за фаринату додати и други састојци, као што су измрвљени свежи рузмарин, алева паприка, лан, сусам, сецкане маслине, рендани лук, тиквице, испржене печурке, или неки други додатак, по жељи.
Припрема:
Жељену количину брашна од леблеблија сипати у посуду за мешење. Додати потребну количину воде и со. Све добро помешати, да не остану грудвице. Може се користити кашика за скидање пене, како би се покупиле све грудвице брашна и растресле другом кашиком. Добијено тесто треба да буде ретко и уједначене структуре. Треба га оставити да „одмори“ најмање 2 сата. 
Плитку тепсију премазати маслиновим уљем. У одлежало тесто додати предвиђену количину уља. Уколико се додају још неки састојци, то треба учинити сада.
Рерну загрејати на  220°C. Сипати смесу у тепсију, ставити у већ загрејану рерну и пећи 10-15 минута. Затим појачати температуру на 5-10 минута, да фарината порумени. 
Традиционално, фарината се служи исечена на троугласте кришке неправилног облика, без прелива. Може се по жељи зачинити црним бибером или свежим рузмарином. Продаје се у пицеријама и пекарама, често као „пица на парче”. У Тоскани, углавном у Пизи, се служи тако што се комадима фаринате напуни фокача, или се стављају између две кришке хлеба, као сендвич, што је традиција у Ливорну. 

### Друге варијације
Сока је специјалитет југоисточне француске кухиње, посебно Нице и околине. Иста је као фарината, мада неки кажу да је текстура мало другачија. Понекад се пече у тепсијама пречника већег од метра.
У околини Тулона и Марсеја фарината се може наћи под именом каде. Ова верзија је дебља и са хрскавом корицом.
У Алжиру је слично јело карантика и веома популарно. Служи се топло, зачињено кимом и харисом.
У Аргентини и Уругвају јело је познато као фаина (слично оригиналном ђеновском називу фаина) и често се једе уз пицу. Може се бирати de orillo (од ивице) или del medio (од центра) варијанта. Током сипања у тепсију тесто се разлива тако да на средини слој буде нешто дебљи, па је и фаина у том делу мекша сочнија, док је по ивицама тесто тање, па је тај део печенији и хрскавији.
На Гибралтару се припрема печена (калентита) и пржена варијанта (паниса). Најчешће се једе без икаквих прелива.